# Far Eastern Economic Review

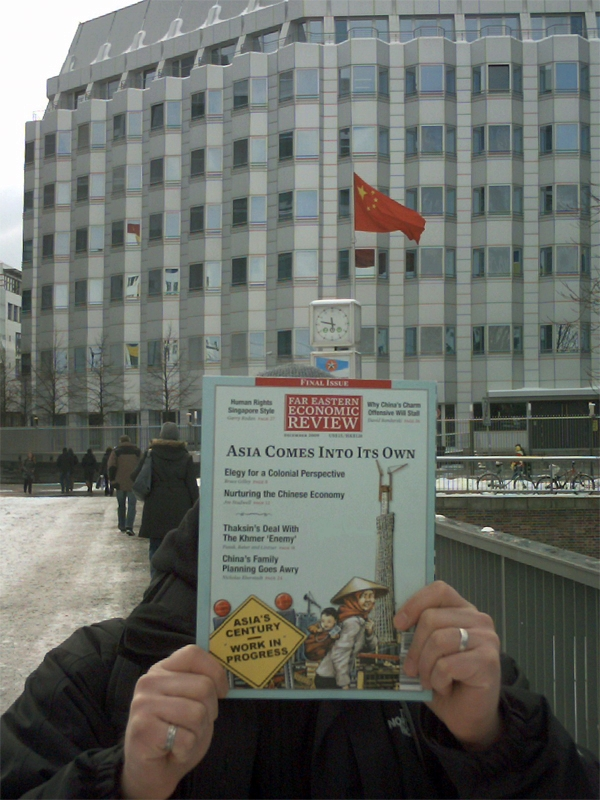
Le dernier numéro : celui de décembre 2009.

La Far Eastern Economic Review (遠東經濟評論, Pinyin : Yuǎndōng Jīngjì Pínglùn), aussi abrégée FEER ou simplement appelée The Review, est un magazine asiatique d'actualité en langue anglaise, créé en 1946 et basé à Hong Kong, et disparu en décembre 2009. À l'origine hebdomadaire, il est devenu mensuel en décembre 2004, en raison de difficultés économiques ; ce changement de périodicité s'est accompagné d'un arrangement selon lequel la plupart des articles étaient rédigés par des intervenant extérieurs, experts en leur domaine, comme des économistes, des membres du monde économique, des personnalités politiques, des scientifiques, etc.
FEER couvrait une grande variété de sujets, notamment la politique, le monde des affaires, l'économie, les problèmes sociaux et culturels en Asie, avec un accent particulier sur l'Asie du Sud-Est et la « grande Chine », présentés d'un point de vue local.

## Propriétaires et lectorat
FEER a été lancé en 1946 avec des capitaux fournis par Lawrence Kadoorie (1899-1993), le groupe Jardine Matheson et The Hongkong and Shanghai Banking Corporation (à l'origine du groupe HSBC). En 1972, il est passé sous le contrôle du South China Morning Post, un quotidien anglophone de Hong Kong. En 1986, Dow Jones and Company, actionnaire minoritaire depuis 1973, en est devenu propriétaire grâce à un accord avec le groupe News Corporation de Rupert Murdoch, qui avait acquis une minorité de contrôle dans le South China Morning Post. News Corporation a acheté Dow Jones and Company en 2007.
FEER visait les marchés de Hong Kong, de la Malaisie et d'Asie du Sud-Est. Il s'adressait à un groupe de lecteurs cultivés, dans les secteurs gouvernementaux, économiques et universitaires. En 2003, il était diffusé à 93 055 exemplaires. En septembre 2006, il fut interdit à Singapour, accusé d'avoir diffamé l'actuel premier ministre Lee Hsien Loong.

## Histoire
La Far Eastern Economic Review a été lancée en 1946 par Eric Halpern, un immigrant juif de Vienne, qui s'était d'abord établi à Shanghai, où il avait lancé Finance and Commerce, un magazine économique bimensuel. Plus tard, au plus fort de la guerre civile chinoise, il s'enfuit à Hong Kong, où il fonda FEER, consacré à la finance, au commerce et à l'industrie.
Après la retraite d'Halpern en 1958, Dick Wilson devint rédacteur en chef et éditeur de la revue. Il avait son bureau dans un bâtiment colonial le long de la baie, là où se trouve aujourd'hui l'hôtel Mandarin Oriental. Sous sa direction, le magazine étendit sa couverture de Hong Kong et la Chine jusqu'au Japon, à l'Australie, à l'Inde et aux Philippines, grâce à des articles et des reportages fournis par des journalistes et des experts étrangers.
En 1964, Wilson eut pour successeur Derek Davies, un journaliste gallois qui avait travaillé au Foreign Office. Entre 1964 et 1989, le flamboyant Davies transforma le petit hebdomadaire en l'un des magazines asiatiques les plus respectés, avec une diffusion de presque 90 000 exemplaires. À son plus haut, la Far Eastern Economic Review avait une rédaction de presque 100 journalistes, répartis dans 15 bureaux en Asie - l'équipe la plus importante de tous les hebdomadaires régionaux,.
Après 25 ans comme rédacteur en chef, Davies laissa la place à Philip Bowring. En 1992, celui-ci fut obligé de démissionner en raison de divergences avec la vice-présidente de Dow Jones and Company Karen Elliott House sur la direction éditoriale du magazine.
En novembre 2001, Dow Jones fusionna les opérations éditoriales de la Far Eastern Economic Review et celles de l‘Asian Wall Street Journal dans un effort pour réduire les coûts. En 2004, le magazine fut transformé d'hebdomadaire en mensuel, avec Hugo Restall comme rédacteur en chef. En septembre 2009, Dow Jones, devenu en 2007 une filiale du groupe News Corporation de Rupert Murdoch, annonça l'arrêt du magazine.
TJS George, cofondateur d'Asiaweek, a déclaré à ce sujet : « Le moment venu, Time Inc. a tué Asiaweek et Dow Jones (maintenant propriété de Murdoch) a tué la Review. Le Wall Street Journal de Dow-Murdoch et le magazine Time de Time Inc. font maintenant flotter le drapeau américain sur l'Asie, sans menace de moindres drapeaux. »

## Journalisme et impact
Derek Davies, rédacteur en chef de ses années glorieuses, et Richard Hughes, doyen australien du club des correspondants de presse, font partie de la légende de la Far Eastern Economic Review. Davies, un gallois exigeant, a défié de nombreux gouvernements et entreprises asiatiques et défendu de nombreux reporters de talent : Emily Lau, Gary Coull, Bertil Linter, David Bonavia, Ian Buruma, Nayan Chanda, Nate Thayer, Susumu Awanohara, Christopher Wood, Philip Bowring, ainsi que les dissidents TJS George et Mike O'Neill, qui quittèrent le journal pour fonder son rival, Asiaweek en 1975,.
En 1975, Nayan Chanda fut le dernier journaliste présent dans la palais présidentiel de Saïgon au moment où les chars nord-vietnamiens en défoncèrent les grilles, débranchant le télex et l'interrompant en pleine transmission.
En 1997, l'ancien dictateur Pol Pot, chef des Khmers rouges et responsable du génocide cambodgien, fut interviewé par Nate Thayer, correspondant de la revue au Cambodge. Pol Pot était caché depuis 18 ans et Thayer était le premier reporter à lui parler. Son article eut un impact international.
Salil Tripathi, un ancien correspondant économique du magazine, se souvient :
« FEER était spécial, parce qu'il regardait droit dans les yeux les hommes d'affaires et les hommes politiques asiatiques à une époque où peu de journalistes dans la région pouvaient dire la vérité sur le pouvoir. Certains de ses correspondants ont été condamnés, mis en prison, expulsés, harcelés ou suivis ; certains ont été accusés de sédition, d'outrage à magistrat et de diffamation ; ses éditeurs ont été condamnés à des amendes, ses numéros interdits. Les dirigeants en voulaient au magazine, car il ne pliait pas, ni ne se prosternait. Une armée d'invasion pouvait arriver, mais Nayan Chanda continuait à taper son reportage jusqu'à ce que les nord-vietnamiens coupent l'électricité. Malgré la jungle empaludée, Nate Thayer n'abandonnait pas sa recherche de Pol Pot. Calmement et patiemment, Bertil Lintner racontait les événements de Birmanie au monde. Ian Buruma jetait la lumière sur la culture, révélant des nuances que les élites de la région auraient souvent préféré rester secrètes. Les intrépides reporters financiers de FEER découvraient qui cachait quels biens à quel endroit. Je me souviens des nuits sans sommeil à Jakarta, au moment où le régime de Suharto vacillait : Margot Cohen parlant aux gens dans la rue, John McBeth vérifiant le mouvement des troupes, Michael Vatikiotis poursuivant les hommes politiques et les universitaires, pendant que j'étais avec Anastasia Fanny Lioe à Glodok et à Tangerang, où les boutiques et galeries marchandes appartenant aux Chinois étaient brûlées et pillées, obligeant les Chinois et leur capital à fuir. »
Selon la BBC, la disparition du magazine a marqué la fin d'une époque de journalisme audacieux en Asie : En raison des reportages indépendants de la Far Eastern Economic Review, beaucoup de gouvernements autoritaires avaient l'habitude de caviarder ses pages ou de l'interdire complètement, expliquait-elle. « C'était un endroit formidablement excitant pour travailler, a déclaré Philip Bowring. C'était l'endroit où venaient les journalistes ambitieux, parce qu'on leur y donnait l'occasion de prouver qu'ils étaient bons. »